# Agrotis orbicularis
Agrotis orbicularis là một loài bướm đêm trong họ Noctuidae.